# Don't Call Me White
Don't Call Me White is een 7" single van de Amerikaanse punkband NOFX, uitgebracht in 1994 door Epitaph Records. Het bevat twee nummers van het studioalbum Punk In Drublic. Er zijn maar 1500 versies van de single gedrukt. Dat gebeurde op wit vinyl.

## Nummers
1. "Don't Call Me White"
2. "Punk Guy"

## Covers
- De Spaanse punkband Avalots heeft "Don't Call Me White" gecoverd in het Catalaans, genaamd "No em digueu blanc".[1]
- Ook de punkband Rancid coverde het nummer ook op het splitalbum BYO Split Series, Vol. 3.
- De band MXT maakte een reggae cover van het nummer, dat op het album Pop Hits Inna Reggae Vol. 6 kwam.